# La Londe-les-Maures
La Londe-les-Maures là một xã thuộc tỉnh Var trong vùng Provence-Alpes-Côte d’Azur miền đông nam nước Pháp.